# Fam Ekman
Fam Kristina Ekman, född 6 oktober 1946 i Gustav Vasa församling i Stockholm, är en svensk-norsk konstnär och författare. 
Hon är dotter till regissören Hasse Ekman och skådespelaren Eva Henning. Hon flyttade 1954 från Sverige till Oslo med sin mor. Hon utbildade sig vid Statens håndverks- og kunstindustriskole 1965–1968 och Statens Kunstakademi 1979–1983, Hon debuterade med "Det kan hända" 1969. Temat är det ensamma barnet som genom sin fantasi når okända världar. Med hjälp av en magisk penna ritar sig Jonas in i en serievärld.
Fam Ekmans bilder är influerade av bland annat tidigare konstnärer, som Ivar Arosenius, Henri Rousseau och Matisse. Hon använder till exempel bildlån och pastischer. Ekman är representerad vid bland annat Göteborgs konstmuseum.

## Familj
Fam Ekman tillhör skådespelarsläkten Ekman. Hon är halvsyster till Gösta, Krister, Mikael och Stefan Ekman samt sondotter till  skådespelaren Gösta Ekman den äldre och kostymtecknaren Greta Ekman.

## Filmografi
- 1963 - Min kära är en ros